# Санне (Вестфолл)
Санне (норв. Sande i Vestfold) — коммуна в губернии Вестфолл в Норвегии. Административный центр коммуны — город Санне. Официальный язык коммуны — букмол. Население коммуны на 2007 год составляло 7999 чел. Площадь коммуны Санне — 178,28 км², код-идентификатор — 0713.

## История населения коммуны
Население коммуны за последние 60 лет.

Статистика коммуны Санне

## Известные представители
- Свен Орестад — писатель и политический деятель, мэр Санне (1899—1906), губернатор Эуст-Агдера (назначен в 1908).